# Aeroportul Lijiang Sanyi
Aeroportul Lijiang Sanyi (IATA: LJG, ICAO: ZPLJ) este un aeroport din Yunnan, Republica Populară Chineză ce deservește zona Lijiang⁠(d). Aeroportul a fost tranzitat în 2022 de 2.878.817 pasageri. A fost deschis în 1995 și numit după zona deservită.
Situat la o altitudine de 2.243 m, aeroportul dispune de o singură pistă.